# Euxanthe crossleyi
Euxanthe crossleyi is een vlinder uit de familie van de Nymphalidae. De wetenschappelijke naam van de soort is, als Godartia crossleyi, voor het eerst geldig gepubliceerd in 1871 door Ward.